# 산케이 스포츠
산케이 스포츠(Sankei Sports, サンケイスポーツ)는 산케이 신문이 발행하는 일본어 일간 스포츠 신문이다. 2014년에는 1,270,000부가 발행되었다. 이 신문은 별명 산스포(サンスポ)로 알려져 있다.

## 관련 스포츠 팀
- 간토 지방 - 도쿄 야쿠르트 스왈로스(일본 야구 기구)
- 긴키 지방 - 한신 타이거스 & 오릭스 버펄로스(일본 야구 기구). 감바 오사카 & 세레소 오사카(J리그)
- 도호쿠 지방 - 도호쿠 라쿠텐 골든이글스(일본 야구 기구). 베갈타 센다이(J리그)

## 같이 보기
- 도쿄 마라톤
- 오사카 국제 여자 마라톤
- 후지산케이 그룹